# Publius Cornelius Scipio Aemilianus Africanus minor
Publius Cornelius Scipio Aemilianus Africanus Numantinus, kortweg bekend als Scipio Aemilianus (185 v.Chr.-129 v.Chr.) was een Romeins militair en politicus. Als consul belegerde hij Carthago met succes en bracht de oorlog met de Numantiërs tot een einde. In Rome leidde hij de conservatieve oppositie tegen de Gracchi en stond hij bekend om zijn conservatisme, redenaarskunst en om zijn invloedrijke en intellectuele vriendengroep.

## Vroege leven
Op slechts 17-jarige leeftijd vocht hij al aan de zijde van zijn vader Aemilius Paulus in de Slag bij Pydna in 168 v.Chr., die het lot van Macedonia bezegelde en Noord-Griekenland onderwierp aan Rome. Later werd hij geadopteerd door Publius Cornelius Scipio, de oudste zoon van Publius Cornelius Scipio Africanus maior, en van hem nam hij het cognomen Scipio over. Om aan te geven dat hij zoon was van Aemilius Paulus, hield hij ook het nomen gentile Aemilianus. Adoptie was niet ongebruikelijk in het oude Rome. Als een senator te veel kinderen had was het moeilijk voor hem om zijn zoons goede financiële ondersteuning te geven in een eventuele politieke carrière. Gevolg was dat sommige families die weinig kinderen hadden adoptie als oplossing gebruikten. Ook Aemilianus' oudere broer werd geadopteerd. Hij raakte bevriend met de Griekse officier Polybius, die behoorde tot de 1000 Griekse gijzelaars die na de Romeinse overwinning bij Pydna naar Rome werden overgebracht. Deze werd later zijn adviseur en volgde Aemilianus naar Hispania en Africa. Polybius' geschiedschrijving geldt als zeer betrouwbaar; hij schreef kennelijk om de Grieken bekender te maken met de Romeinse militaire geschiedenis.

## Belegering van Carthago
In 151 v.Chr. meldde hij zich vrijwillig aan voor krijgsdienst in Hispania, net zoals zijn grootvader Scipio Africanus Maior. Het jaar daarop trad hij op als onderhandelaar tussen de Numidische koning Massinissa en de Carthagers, die zich, vijftig jaar na het einde van de Tweede Punische Oorlog, hersteld hadden en de bedreigingen van Massinissa uiteindelijk beantwoordden met geweld. Dit was de oorzaak van de Derde Punische Oorlog. Het hoogtepunt daarvan was de belegering van Carthago, die aanvankelijk heel slecht verliep. Door slechte prestaties van zowel soldaten als officieren wisten de Romeinen de stad niet in te nemen en leden ze zware verliezen. Hoewel Scipio Aemilianus nog te jong was om tot consul gekozen te worden, gebeurde dat in 147 v.Chr. toch, mede dankzij zijn familiegeschiedenis: de Aemilii Pauli en de Cornelii Scipiones stonden bekend als kundige generaals en staatslieden. Slechts een jaar na zijn aankomst wist hij de sterke stad in te nemen, waarmee een eind kwam aan een groot rijk dat meer dan een eeuw lang de bitterste rivaal van Rome was geweest en honderden jaren lang de westelijke Middellandse Zee had gedomineerd. De Senaat had hem bevolen om de stad Carthago totaal te verwoesten, en er wordt gezegd dat bij het zien van de verwoesting Aemilianus huilde om de gedachte dat Rome dit lot misschien ook een keer zou overkomen. 
In datzelfde jaar wisten de Romeinen ook de Griekse stad Korinthe in te nemen. Africa en Aechaea werden omgevormd tot Romeinse provincies. Aemilianus keerde als overwinnaar terug met in zijn kielzog de enorme buit uit Carthago, die in een overweldigende triumphus aan Rome getoond werd. Voor zijn overwinning kreeg hij persoonlijk het agnomen Africanus.

## Numantia
Een soortgelijke oorlog vocht hij in Hispania. Daar hadden de Romeinen zware verliezen geleden tegen de Iberiërs. Als consul in 134 v.Chr. nam Aemilianus het commando op zich en trainde enkele maanden lang het leger totdat het in conditie was voor de campagne. De belegering van de noordelijke stad Numantia leidde in 133 v.Chr. na 8 maanden tot uithongering en zelfmoord van de bevolking en totale verwoesting van de stad, waarmee het laatste verzet op het Iberisch Schiereiland gebroken was. Hiervoor kreeg hij het agnomen Numantinus.

## Verdere politieke carrière
Als censor in 142 v.Chr. verzette hij zich tegen de groeiende decadentie en immoraliteit in Rome. Drie jaar later wist hij zich succesvol te verzetten tegen de beschuldigingen van hoogverraad. Tijdens deze rechtszaak maar ook tijdens vergaderingen van de Senaat toonde hij zich een vaardig orator, maar zijn opgetekende woorden zijn verloren gegaan. Anders dan Scipio Africanus was Aemilianus politiek capabel genoeg om de beschuldigingen te weerleggen. Hoewel hij geen sympathisant was van de conservatieven, was hij tegen de hervormingen die de gebroeders Gracchus door wilden voeren teneinde lage graanprijzen voor de stadsbevolking te bewerkstelligen. Toen hij in 133 v.Chr. aangaf dat hij de moord op Tiberius Gracchus niet afkeurde, kreeg hij veel vijanden in de Senaat. Tijdens het voorbereiden van een toespraak werd hij dood gevonden, en het is niet onwaarschijnlijk dat zijn politieke tegenstanders hierachter zaten.